# إلمر صموئيل هوسمر
إلمر صموئيل هوسمر (بالإنجليزية: Elmer Samuel Hosmer)‏ هو ملحن ومدرس أمريكي، ولد في 1862، وتوفي في 1945.

## وصلات خارجية
- إلمر صموئيل هوسمر على موقع ميوزك برينز (الإنجليزية)